# Mike England
Harold Michael England (Holywell, 2 december 1941) is een voormalig Welsh voetballer en trainer.

## Carrière

### Clubcarrière
England begon zijn carrière bij Blackburn Rovers, waarna hij de overstap maakte naar Tottenham Hotspur en hier meer dan een decennium speelde. Na zijn Engelse avontuur vertrok England naar de Verenigde Staten en speelde daar voor Seattle Sounders en Cleveland Force. Gedurende zijn tijd bij Seattle Sounders speelde England in zijn thuisland nog een seizoen op huurbasis bij Cardiff City.

### Interlandcarrière
England speelde vierenveertig interlands voor Wales, waarin hij vier keer scoorde.

### Trainerscarrière
Na zijn spelerscarrière trainde hij de nationale ploeg van Wales tussen 1980 en 1988.

## Erelijst
| UEFA Cup   | 1x | 1971/72          |
| FA Cup     | 1x | 1966/67          |
| League Cup | 2x | 1970/71, 1972/73 |